# نادي ظفار
نادي ظفار العُماني الرياضي هو نادي كرة قدم عُماني تأسس في 24 يوليو 1970م. يعتبر من أبرز الأندية العمانية تحقيقًا للإنجازات المحلية والخارجية ومن أبرز المشاركين في البطولات الخارجية . تأسس نادي ظفار في اليوم الثاني لتولّي السلطان قابوس بن سعيد لمقاليد الحكم في البلاد (يوم 24 يوليو 170م) تحت اسم ( نادي ظفار ) وقد حمل عند ولادته اسم نادي الشعب وبعد اندماج نادي الشعلة انضم الناديان تحت الاسم الحالي ( نادي ظفار ) ويتخذ من مدينة صلالة مقراً له . يتمتع هذا النادي بشعبية كبيرة نظراً لتميزه ومراكزه المتقدمة دوماً في جميع المنافسات الداخلية والخارجية .

## إنجازاته
| البطولة                                      | السنوات                                                                                     | عدد مرات الفوز |
| -------------------------------------------- | ------------------------------------------------------------------------------------------- | -------------- |
| الدوري العماني لكرة القدم                    | 1982 \| 1985 \| 1989\| 1992 \| 1993 \| 1994 \| 1999 \| 2001 \| 2005 \|2017-2016 \|2019-2018 | 11             |
| وصيف الدوري العماني                          | 1987- 1988\| 1988- 1989\| 2002 - 2003 \| 2008 - 2009\| 2009-2010                            | 5              |
| كأس السلطان قابوس                            | 1976 \| 1980 \| 1981 \| 1990 \| 1999 \| 2004 \| 2006 \| 2011 \| 2020 \| 2021 \| 2024        | 11             |
| وصيف كأس السلطان قابوس                       | 1972 \| 1982 \| 1984 \| 2002 \| 2009 \| 2017-2016 \|                                        | 6              |
| كأس السوبر العماني                           | 1999 \| 2001                                                                                | 2              |
| كأس الأتحاد العماني                          | 1991 \| 2013 \| 2019                                                                        | 3              |
| كأس مهرجان صلالة السياحي                     | 1999 \| 2009 \| 2010                                                                        | 3              |
| وصيف كاس النخبة العماني                      | 2000 \| 2005                                                                                | 2              |
| بطولة مجلس التعاون في البحرين                | المركز الثاني سنة 1995                                                                      |                |
| بطولة أندية مجلس التعاون للناشئين تحت 17 سنة | 1994                                                                                        | 1              |

## المشاركات الخليجية
المشاركات في بطولة الأندية الخليجية 10 مرات ومشاركات النادي جيدة جداً في هذه البطولة أبدع في 8 مشاركات وأخفق في مشاركتين فقط 84 و 94م
- 1984(ذهاب وإياب) خليجي 2 (خروج دور المجموعات )
- 1986 بالسعودية الرياض خليجي 4 استضافة نادي الهلال (أحرز المركز الثالث )
- 1992 بمسقط خليجي 9 استضافة نادي ظفار ( أحرز المركز الرابع )
- 1993 بالكويت خليجيي 11 استضافة نادي العربي ( أحرز المركز الرابع )
- 1994 بالإمارات العين خليجي 12 استضافة نادي العين (المركز السادس)
- 1995 بالبحرين خليجي 13 استضافة نادي الرفاع -(أحرز المركز الثاني)
- 2001 بالإمارات العين خليجي 18( أحرز المركز الثاني مكرر بفارق الأهداف )
- 2002 بالبحرين خليجي 19 استضافة نادي المحرق ( أحرز المركز الرابع )
- 2008 بالسعودية جدة خليجي 24 استضافة نادي الأهلي (خروج دور المجموعات)
- 2011 (ذهاب وإياب) خليجي 26 وصل للدور ربع النهائي.

## المشاركات العربية
دوري ابطال العرب مرة
- 2008

## المشاركات في المسابقات الأسيويه
- دوري أبطال آسيا: 1 مشاركة مرة واحدة
- الدور الأول سنة: 1996 م
- كأس الكؤوس الآسيوية: 1 مشاركة مرة واحدة
- تأهل فيها إلى الدور الثاني: 1991 م.
- كأس الإتحاد الآسيوي : 3 مشاركات
- دور المجموعات: 2004
- دور المجموعات: 2007
- دور المجموعات: 2013

## أبرز نجومه
- عُمان المهاجم الدولي بالمنتخب العماني يونس أمان هداف العرب موسم 1986/1987 م. هدّاف كأس جلالة السلطان 5 مرات. وهدّاف الدوري العماني

أفضل لاعب في بطولة الأندية الخليجية 1986 م بالسعودية
- عُمان المهاجم الدولي بالمنتخب العماني هاني الضابط هدّاف العالم 2001 م، هداف خليجي 15 بالرياض 2002 م، أفضل لاعب ببطولة أبطال الخليج 2001 م بالإمارات العين. أول محترف عماني بالخارج بداية من نادي بني ياس الإماراتي ثم السد القطري وإلى جنك البلجيكي
- عُمان المهاجم الدولي رشيد جابر اليافعي هدّاف مسابقة الكاس بالعيد العاشر عام 1980 نجم ظفار من 77 إلى 1988 م(مدرب النادي والمنتخب بالرياض 2002 م خليجي 15 وعدة أندية عمانية.
- عُمان الحارس الكبير الدولي حامد عبد الرزاق باحجاج منذ عام 1977 م إلى 1989 م.
- عُمان المهاجم الدولي للمنتخب العماني هلال حميد هداف الدوري العماني مرتان 91/92 م و 95/96 م.
- عُمان المهاجم ناصر فائل باحجاج هداف الدوري العماني موسم 82/83 م.
- عُمان المهاجم الدولي للمنتخب العماني سعيد فرج فاضل الكثيري هداف الدوري العماني 96/97 م.
- عُمان المهاجم الدولي للمنتخب العماني عبد اللطيف نصيب أفضل لاعب ببطولة أبطال الخليج 1992 م بمسقط.
- عُمان المدافع الدولي محمد ربيع كابتن المنتخب الوطني العماني الفائز بكاس خليجي 19 عام 2009م بمسقط، المحترف بنادي السد زعيم الكرة القطرية.
- عُمان المهاجم الدولي جابر عبد ربه النجم الكبير منذ 1984 م إلى 1996 م.
- عُمان المهاجم عوض سالم دعميم الرواس الكثيري الجناح الطائر نجم الفريق من 1977 م إلى 1989 م.
- عُمان مهندس الوسط الدولي للمنتخب العماني علي سالم الأبرك الحضري الكثيري كابتن الفريق منذ 1992 م إلى 1999 م نجم المحور.
- عُمان الدولي بالمنتخب العماني شهاد رمضان نجم الوسط الماكنة الظفراوية من 1987 م إلى 1997 م.
- عُمان المدافع الدولي للمنتخب العماني سعيد فارح السيم المدافع الكبير من 1977 إلى 1997 م.
- عُمان عمر سالم عتيق كابتن المنتخب العماني للشباب الفائز ببطولة الصداقة الدولية 1993 م.
- عُمان الظهير الدولي للمنتخب العماني سيف سلطان الغافري الظهير الأيسر من 1992 م إلى 2004 م.
- عُمان المدافع الدولي خالد سعيد دعميم الرواس الكثيري كابتن المنتخب العماني للناشئين بالإكوادور 1995 م.
- عُمان المهاجم الدولي هاشم صالح البلوشي لاعب بالمنخب العماني من خليجي 17 بالدوحة 2004 م إلى خليجي 18 بالإمارات 2007 م

ثاني الهدافين بمونديال كأس العالم للشباب في مصر 1997 م
- عُمان الوسط الدولي حسين بن علي الحضري الكثيري اللاعب الدولي قائد المنتخب الأولمبي العماني هداف التصفيات الآسيوية لأولمبياد لندن 2012 م برصيد 9 أهداف .
- أبرز محترفين عرب وأجانب:
- كينيا ميشيل 1990م من أبرز المدافعين طويل القامة
- مصر الوسط شوقي غريب 1991 م من أبرز المحترفين
- كينيا بينت 1990 م من أبرز المهاجمين
- العراق حبيب جعفر 2002 م
- المغرب الوسط هشام العلولي 2006 م
- السنغال محور ارتكاز دفاعي موسى كمارا 1999 م من أبرز المحترفين
- الغابون وسط مهاجم بيتو 2009 م من أبرز المحترفين
- المغرب عادل لطفي 2010 م
- الكاميرون مصطفى مختار 2011 م
- ليبيا محمد الغنودي 2012 م
- السنغال محمد افلاي 2013م من أبرز المحترفين
- مصر هاني سعيد 2013م من أبرز المحترفين
- غينيا لاما كولين 2013م

## التاريخ التدريبي
أبرز مدربين حققوا بطولات كأس السلطان قابوس والدوري العماني:
- مصر فوزي السقا- الكاس 1976 م
- عُمان مطر عبد ربه- الكأس 1980 م و 1981 ، والدوري 1983 م والكأس 1990م والدوري 1990م والدوري 1992م
- البرازيل هوفمان -الدوري 1985 م
- إيران علي شرفي - الدوري 1993 م
- روسيا أناتولي -الدوري 1994 م
- عُمان رشيد جابر اليافعي - الكأس 1999م والدوري 1999م
- البرازيل فييرا -الدوري 2001 م
- تونس عمر مزيان -الكاس 2004 م والدوري 2005 م
- عُمان علي الابرك الحضري - الكاس 2006م
- مصر و  عُمان المصري أيمن الرمادي مشاركة مع العماني علي الابرك الحضري- الكأس 2011 م

## رؤساء النادي
الممول لنادي عبر العقود الثلاتة واقترب من عقده الرابع
- الرئيس الفخري معالي المستشار عبد العزيز بن محمد بن عبد العزيز الكتيني الرواس الكثيري

و الرؤساء هم:
- الشيخ سالم بن مسلم بن عنوة الحمر الكثيري 1970-1974
- الشيخ علي بن سعيد بن بدر الرواس الكثيري 1974-1975
- الشيخ سيف بن حفيظ بن عبد الله الرواس الكثيري 1975-1987
- الشيخ أحمد بن سالم بن عامر الرواس الكثيري 1987-1997
- الشيخ غازي بن سعيد البحر الرواس الكثيري 1997-2000
- الشيخ حامد بن أحمد بن سالم العجيلي 2000-2004
- الشيخ نايف بن عمر بن عوض الصالوات الرواس الكثيري 2004-2006
- الشيخ بدر بن علي بن سعيد الرواس الكثيري 2006-2016
- الشيخ علي بن أحمد سعيد الرواس الكثيري 2016-

KAMEL EDDINE BOUACIDA LE DERNIER PRESIDANT DE SE CLUB

## وصلات خارجية
- http://www.ofa.om/ar/clubs.aspx?id=6
- http://www.kora.com/
- http://www.topgol.com.br/